# Antsla
Antsla (em estoniano:  Antsla vald) é um município rural estoniano localizado na região de Võrumaa.